# Подоляки
Подоляки (укр. Подоляки) — село в Коропском районе Черниговской области Украины. Население — 92 человека.
Код КОАТУУ: 7422288403. Почтовый индекс: 16241. Телефонный код: +380 4656.

## Власть
Орган местного самоуправления — Сохачевский сельский совет. Почтовый адрес: 16241, Черниговская обл., Коропский р-н, с. Сохачи, ул. Кирова, 48.